# Дэниелс, Грег
Грег Дэниелс (англ. Greg Daniels) — американский комедийный сценарист, продюсер, режиссёр. Известен по работе в шоу «Saturday Night Live», мультсериалах «Симпсоны» и «Царь горы» и сериале «Офис». Все эти шоу вошли в опубликованный Time список 100 лучших шоу в истории телевидения.
Дэниелс присоединился к сценаристам «Симпсонов» в 1993 году, во время работы над 5 сезоном мультсериала. Там он присоединился к своему другу и однокурснику по Гарварду Конану О’Брайену. Дэниелс написал несколько классических эпизодов «Симпсонов», таких как «Lisa’s Wedding», «Bart Sells His Soul» и «22 Short Films About Springfield». В 1996 году он ушёл из «Симпсонов» для работы вместе с создателем мультсериала «Бивис и Баттхед» Майком Джаджем над собственным шоу — мультсериалом «Царь Горы», которое продержалось 13 сезонов до отмены в 2009 году. Параллельно «Царю Горы», Дэниелс с успехом адаптировал для американского телевидения британский сериал «Офис», а в 2009 создал ещё один проект для NBC — сериал «Парки и зоны отдыха».
В 2020 году создал сериал «Загрузка», премьера которого прошла 1 мая на Prime Video. В том же году совместно со Стивом Кареллом создал сериал «Космические силы», премьера которого прошла 29 мая 2020 года на Netflix. В 2024 году начал работу над сериалом «Газета».
Дэниелс 22 раза номинировался на прайм-таймовую премию «Эмми» и 5 раз выиграл статуэтку.